# Bachia scaea
Espèce
Bachia scaea est une espèce de sauriens de la famille des Gymnophthalmidae.

## Répartition
Cette espèce est endémique du Rondônia au Brésil.

## Publication originale
- Teixeira, Dal Vechio, Sales Nunes, Mollo Neto, Moreira Lobo, Storti, Junqueira Gaiga, Freire Dias & Rodrigues, 2013 : A new species of Bachia Gray, 1845 (Squamata: Gymnophthalmidae) from the western Brazilian Amazonia. Zootaxa, no 3636 (3), p. 401–420 ; erratum Zootaxa, no 3646 (2), p. 200.